# KAA Gent in het seizoen 2014/15
Dit artikel beschrijft de prestaties van de Belgische voetbalclub KAA Gent in het seizoen 2014-2015.

## Gebeurtenissen

### Start van het seizoen

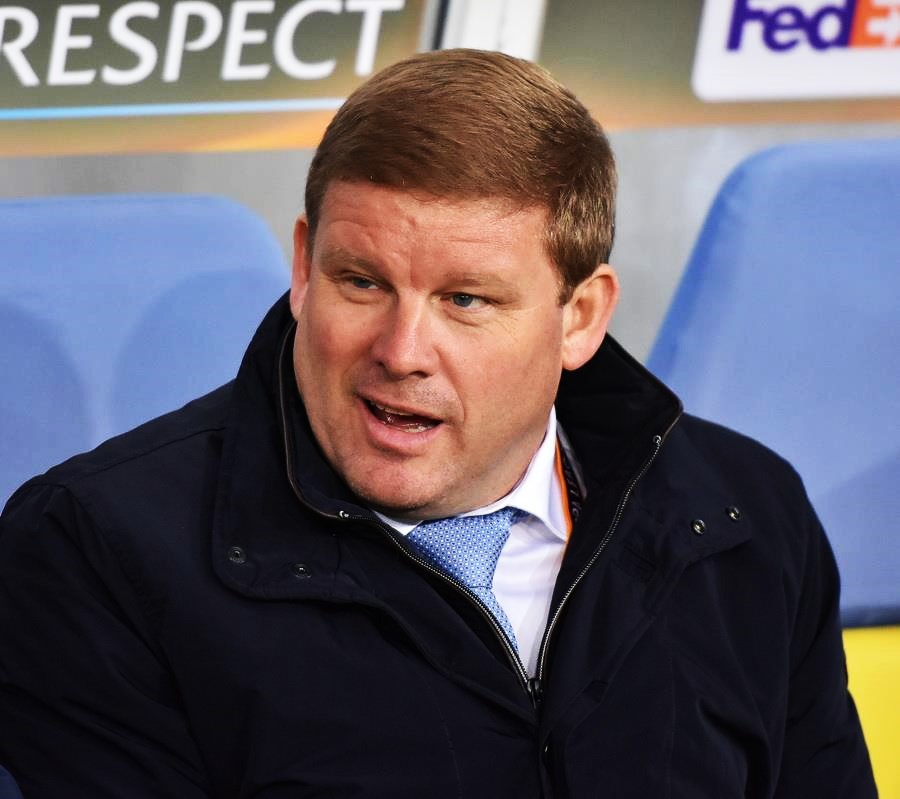
Hein Vanhaezebrouck

Na een op sportief vlak tegenvallend eerste seizoen in de nieuwe Ghelamco Arena wou KAA Gent zich herpakken. Voorzitter Ivan De Witte sprak de ambitie uit om minstens Play-off 1 te halen, zo mogelijk meer. Hein Vanhaezebrouck werd de nieuwe hoofdtrainer. Peter Balette en Bernd Thijs, die sinds het ontslag van Rednic diens taak hadden overgenomen, bleven in het nieuwe seizoen aan boord als assistent-coaches.
De spelerskern werd ingrijpend aangepast. Spelers als El Ghanassy, Brüls, Habibou en Kage mochten vertrekken, terwijl de club verscheidene spelers aantrok met wie Vanhaezebrouck al eens had samengewerkt bij KV Kortrijk: Sven Kums (die meteen ook kapitein werd), Benito Raman, Mustapha Oussalah, Rami Gershon en Karim Belhocine. Verder plukte Gent ook spits David Pollet weg bij Anderlecht, Laurent Depoitre bij KV Oostende, Lasse Nielsen bij NEC Nijmegen en Kenny Saief bij het Israëlische Ironi Nir Ramat HaSharon. Voor Kums en Pollet telde de club telkens zo'n anderhalf miljoen euro neer. Thomas Foket keerde terug naar Gent na een uitleenbeurt bij KV Oostende. Verdediger Ante Puljić scheurde eind augustus een kruisband en wachtte een maandenlange revalidatie. Hij zou pas de allerlaatste wedstrijd van het seizoen opnieuw in actie komen.

### Eerste seizoenshelft
KAA Gent nam een sterke start in de competitie met onder meer winst op het terrein van Standard op de derde speeldag, wat hen een 7 op 9 en de tweede plaats in de rangschikking opleverde. Na een thuisnederlaag op de zesde speeldag tegen Kortrijk, de ex-club van Vanhaezebrouck, zakte Gent even terug naar de derde plaats. Na winst op speeldag zeven stond het echter opnieuw tweede, met 13 punten op 21. Enkele dagen later plaatsten ze zich voor de 1/8e finales van de beker door winst tegen vierdeklasser UR Namur.
De Buffalo's bleven tot de voorlaatste speeldag van de heenronde in de top-drie meedraaien. Door een overwinning tegen Lierse op de voorlaatste speeldag van heenronde naderden ze tot op één punt van leider Anderlecht. Anderlecht kwam op de laatste speeldag van de heenronde op bezoek bij Gent, met de herfsttitel als inzet. Anderlecht won het pleit met 0-2, waardoor de Buffalo's alsnog genoegen moesten nemen met een vierde plaats, op vier punten afstand van Anderlecht. Op 2 december plaatste Gent zich voor de kwartfinales van de beker via een 0-1-zege bij tweedeklasser Lommel United.
Op 7 december werd in de Ghelamco Arena voor de wedstrijd tegen Genk een eerbetoon gebracht aan de een week eerder overleden Gorki-zanger Luc De Vos, die zelf een Gent-supporter was. Sindsdien zingen de supporters elke wedstrijd Mia in de 52ste minuut.
In de kwartfinales van de beker nam Gent een stevige optie om door te stoten met een 1-4 zege in de heenmatch te Lokeren op 17 december. In de competitie kon Gent intussen al enkele speeldagen op rij niet meer winnen. Op de laatste speeldag van 2014 kon Gent dan toch nog eens winnen (2-3 bij Kortrijk), waardoor het de winterstop inging op een gedeelde derde plaats met Kortrijk.

### Wintermercato
Christophe Lepoint vertrok naar het Engelse Charlton en Sébastien Locigno naar KV Oostende. De 19-jarige Nigeriaanse flankaanvaller Moses Simon werd net als Haris Hajradinović aangetrokken van het Slovaakse AS Trenčín. Marko Poletanović kwam van het Servische FK Vojvodina.
Begin 2015 werd kledingsponsor Masita failliet verklaard. Op 2 februari 2015 werd Jartazi als nieuwe kledingsponsor gepresenteerd en werden nieuwe uitrustingen voorgesteld.

### Bekeruitschakeling en einde van de reguliere competitie
Op 21 januari wonnen de Buffalo's zonder problemen hun terugwedstrijd voor de beker tegen Lokeren en plaatsten zich daarmee voor de halve finales. In de halve finales kwam Gent uit tegen Anderlecht. De heen- en terugwedstrijd, respectievelijk op 4 en 11 februari, werden beide verloren en dus moest Gent een kruis maken over de finales.
Nieuwkomer Moses Simon toonde zijn meerwaarde met zes goals in zijn eerste zeven competitiewedstrijden. Op 22 februari tankten de Buffalo's vertrouwen met een 2-1 thuiszege tegen leider Club Brugge. De laatste speeldag van de reguliere competitie versloegen ze Anderlecht op eigen terrein met 1-2. De laatste tien wedstrijden van de reguliere competitie pakte Gent 26 punten op 30.  De reguliere competitie werd daarmee afgesloten op de tweede plaats, met evenveel punten als Anderlecht en vier minder dan Brugge. Gent kon zo voor het eerst sinds het seizoen 2011/12 opnieuw in play-off 1 aantreden. Door de puntenhalvering bedroeg het verschil nog slechts twee punten en kondigde zich dus een spannende titelstrijd aan.

### Play-off 1

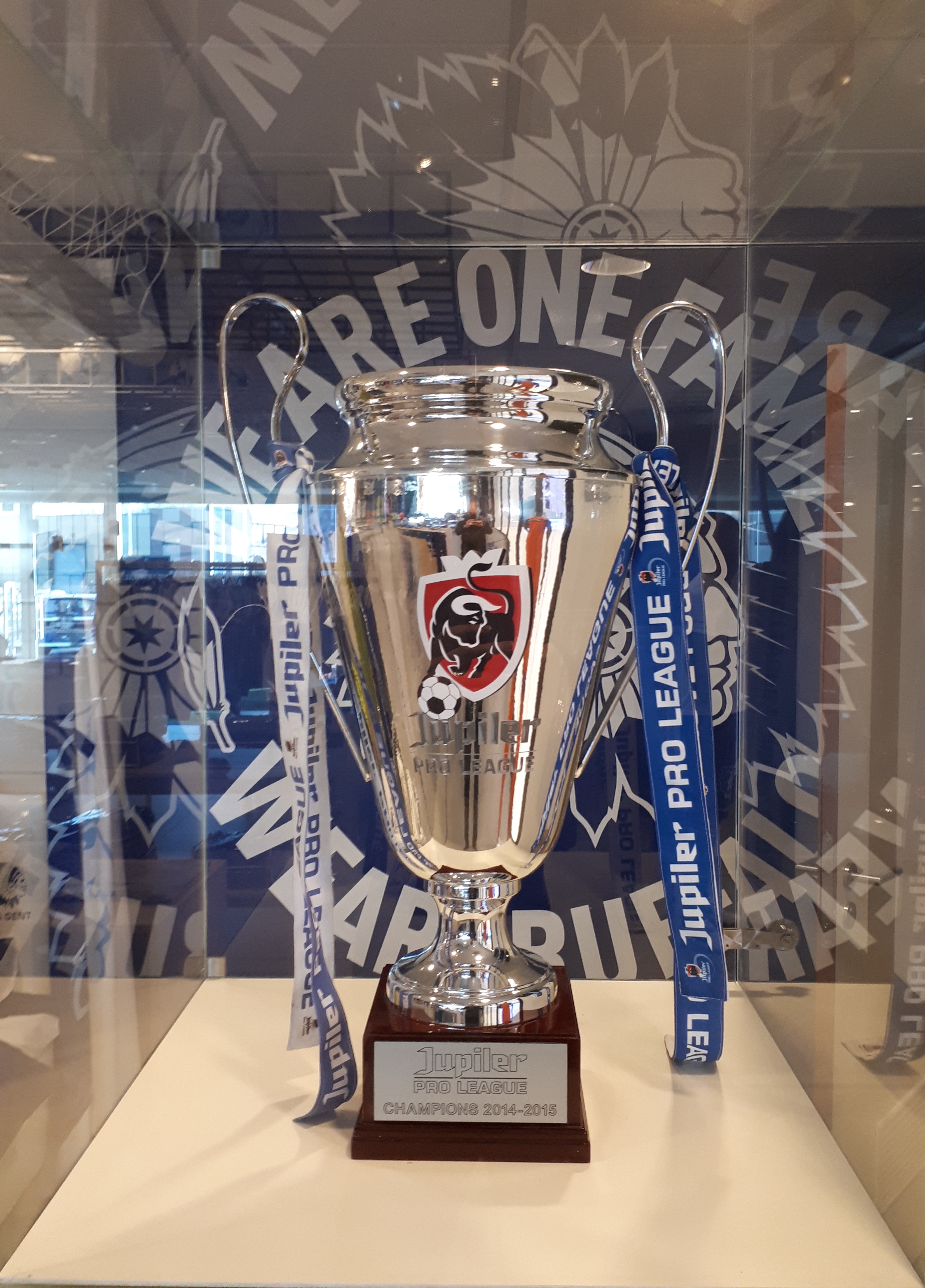
De beker voor de eerste landstitel van KAA Gent

In aanloop naar de eerste wedstrijd van play-off 1 stapten enkele honderden supporters in colonne van het historische centrum van Gent naar de Ghelamco Arena. Op speeldag vier ontving Gent Club Brugge en kon het mits winst de koppositie overnemen. Gent kwam 2-0 op voorsprong maar moest uiteindelijk genoegen nemen met een gelijkspel (2-2) en bleef daardoor op de tweede plaats staan. Op speeldag zes lukte het alsnog: dankzij een 0-1 uitzege bij Kortrijk kwam Gent voor het eerst dat seizoen op de leidersplaats te staan. Voor aanvang van de wedstrijd tegen Charleroi op de zevende speeldag keerden de Gent-supporters hun rug naar het veld tijdens de Pro League-hymne, uit onvrede met de twee speeldagen schorsing die Laurent Depoitre opgelegd had gekregen van de reviewcommissie. De wedstrijd eindigde op een gelijkspel maar Gent behield de leidersplaats.
Toen Anderlecht op de achtste speeldag punten liet liggen tegen Standard, deed Gent een gouden zaak door op het veld van Club Brugge te gaan winnen met 2-3. Benito Raman scoorde het beslissende doelpunt in de 87e minuut. Daardoor konden de Buffalo's zich op de negende speeldag van de titel verzekeren, mits winst tegen Standard. Die wedstrijd vond plaats op 21 mei 2015 in een uitverkochte Ghelamco Arena. De Buffalo's wonnen met 2-0 dankzij een goal van kapitein Sven Kums in de 18de minuut en een penaltygoal van Renato Neto in de 50ste minuut. De eerste landstitel uit de clubgeschiedenis werd uitbundig gevierd met als hoogtepunt op 24 mei een feestelijke intocht van spelers en staf met bootjes op de Leie in de historische binnenstad van Gent, waar ongeveer 125 000 supporters hen opwachtten.
Na afloop van het seizoen mocht Vanhaezebrouck de Guy Thys Award in ontvangst nemen.

## Spelerskern
| Keepers       |                        |                                |    |    |   |   |    |    |      |      |                                 |                 |
| 1             | Matz Sels              | Vlag van België                | 39 | 0  | 6 | 0 | 45 | 0  | 2014 | 2017 | SK Lierse                       | DM              |
| 20            | Kristof Maes(1)        | Vlag van België                | 0  | 0  | 0 | 0 | 0  | 0  | 2012 | 2015 | K. Beerschot AC                 | DM              |
| 20            | Damjan Šiškovski(2)    | Vlag van Noord-Macedonië       | 0  | 0  | 0 | 0 | 0  | 0  | 2015 | 2016 | FK Rabotnički                   | DM              |
| 25            | Brian Vandenbussche    | Vlag van België                | 1  | 0  | 1 | 0 | 2  | 0  | 2014 | 2016 | SC Heerenveen                   | DM              |
| Verdedigers   |                        |                                |    |    |   |   |    |    |      |      |                                 |                 |
| 3             | Ygor Nogueira(1)       | Vlag van Brazilië              | 0  | 0  | 1 | 0 | 1  | 0  | 2014 | 2015 | Fluminense FC                   | CV              |
| 22            | Sébastien Locigno(1)   | Vlag van België                | 4  | 0  | 2 | 0 | 6  | 0  | 2013 | 2016 | Eigen jeugd                     | RB, RV          |
| 3             | Uroš Vitas             | Vlag van Servië                | 2  | 0  | 0 | 0 | 2  | 0  | 2013 | 2017 | FK Rad                          | CV              |
| 4             | Rafinha                | Vlag van Brazilië              | 19 | 1  | 4 | 0 | 23 | 1  | 2012 | 2015 | HJK Helsinki                    | RB              |
| 5             | Karim Belhocine        | Vlag van Frankrijk             | 7  | 0  | 0 | 0 | 7  | 0  | 2014 | 2015 | Waasland-Beveren                | CV, CM          |
| 8             | Mustapha Oussalah      | Vlag van België                | 5  | 0  | 0 | 0 | 5  | 0  | 2014 | 2016 | KV Kortrijk                     | LB, LM          |
| 13            | Ante Puljić            | Vlag van Kroatië               | 4  | 0  | 0 | 0 | 4  | 0  | 2014 | 2017 | NK Lokomotiva Zagreb            | CV, RB          |
| 21            | Nana Asare             | Vlag van Ghana                 | 38 | 0  | 5 | 0 | 43 | 0  | 2013 | 2017 | FC Utrecht                      | LB, CM, CAM     |
| 23            | Lasse Nielsen          | Vlag van Denemarken            | 26 | 2  | 4 | 0 | 30 | 1  | 2014 | 2015 | NEC Nijmegen                    | CV              |
| 32            | Thomas Foket           | Vlag van België                | 38 | 2  | 5 | 0 | 43 | 2  | 2012 | 2016 | KV Oostende (uitleenbasis)      | RB, RM, CAM     |
| 55            | Rami Gershon           | Vlag van Israël                | 38 | 1  | 6 | 0 | 44 | 1  | 2014 | 2018 | Waasland-Beveren                | CV, LB, LM      |
| Middenvelders |                        |                                |    |    |   |   |    |    |      |      |                                 |                 |
| 26            | Christophe Lepoint(1)  | Vlag van België                | 17 | 0  | 3 | 4 | 20 | 4  | 2009 | 2016 | Waasland-Beveren (uitleenbasis) | CAM, CV         |
| 6             | Nermin Zolotić         | Vlag van Bosnië en Herzegovina | 4  | 0  | 0 | 0 | 4  | 0  | 2014 | 2017 | FK Željezničar Sarajevo         | CVM, CM         |
| 10            | Renato Neto            | Vlag van Brazilië              | 35 | 7  | 5 | 0 | 40 | 7  | 2013 | 2017 | Videoton FC                     | CVM, CM         |
| 12            | Marko Poletanović(2)   | Vlag van Servië                | 8  | 1  | 1 | 0 | 9  | 1  | 2015 | 2018 | FK Vojvodina                    | CM, CAM, CVM    |
| 14            | Sven Kums              | Vlag van België                | 26 | 1  | 3 | 0 | 29 | 1  | 2014 | 2018 | SV Zulte Waregem                | CM, CVM, CAM    |
| 15            | Kenny Saief            | Vlag van Israël                | 20 | 2  | 4 | 1 | 24 | 3  | 2014 | 2017 | Ironi Nir Ramat HaSharon        | CAM, LM         |
| 16            | Enis Gavazaj           | Vlag van Kosovo                | 0  | 0  | 0 | 0 | 0  | 0  | 2013 | 2014 | KF Pristina                     | LM, LV          |
| 17            | Hannes Van der Bruggen | Vlag van België                | 24 | 1  | 4 | 0 | 28 | 1  | 2010 | 2017 | Eigen jeugd                     | CM, CVM, CAM    |
| 18            | Haris Hajradinović(2)  | Vlag van Bosnië en Herzegovina | 4  | 0  | 1 | 0 | 5  | 0  | 2015 | 2018 | AS Trenčín                      | CAM, CM         |
| 19            | Brecht Dejaegere       | Vlag van België                | 36 | 5  | 5 | 1 | 41 | 6  | 2013 | 2018 | KV Kortrijk                     | CAM             |
| 77            | Danijel Milićević      | Vlag van Zwitserland           | 33 | 9  | 4 | 1 | 37 | 10 | 2014 | 2017 | Charleroi                       | CAM, RM, LM     |
| Aanvallers    |                        |                                |    |    |   |   |    |    |      |      |                                 |                 |
| 7             | David Pollet           | Vlag van België                | 21 | 2  | 1 | 0 | 22 | 2  | 2014 | 2018 | RSC Anderlecht                  | SP              |
| 9             | Laurent Depoitre       | Vlag van België                | 35 | 13 | 5 | 1 | 40 | 14 | 2014 | 2017 | KV Oostende                     | SP              |
| 11            | Benito Raman           | Vlag van België                | 30 | 8  | 4 | 1 | 32 | 9  | 2011 | 2018 | KV Kortrijk (uitleenbasis)      | RV, LV, SP      |
| 22            | Serge Tabekou          | Vlag van Kameroen              | 2  | 1  | 0 | 0 | 2  | 1  | 2015 | 2017 | Apéjes de Mfou                  | RV, SP          |
| 27            | Moses Simon(2)         | Vlag van Nigeria               | 17 | 7  | 3 | 0 | 20 | 7  | 2015 | 2018 | AS Trenčín                      | LV, RV, SP, CAM |
| 28            | Nicklas Pedersen       | Vlag van Denemarken            | 9  | 4  | 1 | 0 | 10 | 4  | 2013 | 2017 | KV Mechelen                     | SP, CAM         |
| 70            | Yaya Soumahoro         | Vlag van Ivoorkust             | 11 | 0  | 3 | 0 | 14 | 0  | 2010 | 2014 | Muang Thong United              | LV              |

DM: Doelman, RB: Rechtsback, CV: Centrale verdediger, LB: Linksback, CVM: Verdedigende middenvelder, CM: Centrale middenvelder, RM: Rechtsmidden, LM: Linksmidden, CAM: Aanvallende middenvelder, RV: Rechter vleugelspits, LV: Linker vleugelspits, CA: Hangende spits, SP: Diepste spits, : Aanvoerder

(1): enkel eerste seizoenshelft bij KAA Gent; zie wintertransfers uitgaand

(2): enkel tweede seizoenshelft bij KAA Gent; zie wintertransfers inkomend

## Technische staf
| Functie               | Naam                    | Nationaliteit |
| --------------------- | ----------------------- | ------------- |
| Hoofdtrainer/coach T1 | Hein Vanhaezebrouck     | België        |
| Assistent-trainer T2  | Peter Balette           | België        |
| Assistent-trainer T3  | Bernd Thijs             | België        |
| Keepertrainer T4      | Francky Vandendriessche | België        |
| Conditietrainer       | Stijn Matthys           | België        |

## Uitrustingen
In de loop van het seizoen ging kledingsponsor Masita failliet. Op 2 februari 2015 werd Jartazi als nieuwe kledingsponsor voorgesteld. De club onthulde ook vier nieuwe uitrustingen.

### Tot 2 februari 2015
Sportmerk: Masita
| Thuis | Uit | Alternatief |

### Vanaf 2 februari 2015
Sportmerk: Jartazi
| Thuis | Uit | Alternatief | Alternatief |

## Transfers

### Zomer
| Naam                | Land                           | Positie  | Van/naar                   | Type                   |          |
| Inkomend            | Inkomend                       | Inkomend | Inkomend                   | Inkomend               | Inkomend |
| ------------------- | ------------------------------ | -------- | -------------------------- | ---------------------- | -------- |
| Laurent Depoitre    | Vlag van België                | A        | KV Oostende                | vrij                   |          |
| Brian Vandenbussche | Vlag van België                | DM       | SC Heerenveen              | vrij                   |          |
| Rami Gershon        | Vlag van Israël                | V        | Waasland-Beveren           | aankoop                |          |
| Benito Raman        | Vlag van België                | A        | KV Kortrijk                | terug van uitleenbeurt |          |
| Karim Belhocine     | Vlag van Frankrijk             | V        | Waasland-Beveren           | aankoop                |          |
| Mustapha Oussalah   | Vlag van België                | V        | KV Kortrijk                | aankoop                |          |
| Nermin Zolotić      | Vlag van Bosnië en Herzegovina | M        | FK Zeljeznicar Sarajevo    | aankoop                |          |
| David Pollet        | Vlag van België                | A        | RSC Anderlecht             | aankoop                |          |
| Sven Kums           | Vlag van België                | M        | SV Zulte Waregem           | aankoop                |          |
| Kenny Saief         | Vlag van Israël                | M        | Ironi Nir Ramat HaSharon   | aankoop                |          |
| Lasse Nielsen       | Vlag van Denemarken            | V        | NEC Nijmegen               | huur met aankoopoptie  |          |
| Ygor Nogueira       | Vlag van Brazilië              | V        | Fluminense                 | huur met aankoopoptie  |          |
| Uitgaand            |                                |          |                            |                        |          |
| Elimane Coulibaly   | Vlag van België                | A        | KV Oostende                | verkoop                |          |
| Bernd Thijs         | Vlag van België                | M        | -                          | einde carrière         |          |
| Zié Diabaté         | Vlag van Ivoorkust             | V        | Dijon FCO                  | optie niet gelicht     |          |
| Frank Boeckx        | Vlag van België                | DM       | Antwerp FC                 | einde contract         |          |
| Sloan Privat        | Vlag van Frankrijk             | A        | SM Caen                    | huur met aankoopoptie  |          |
| Ervin Zukanovic     | Vlag van Bosnië en Herzegovina | V        | Chievo Verona              | huur met aankoopoptie  |          |
| Sergio Padt         | Vlag van Nederland             | DM       | FC Groningen               | verkoop                |          |
| Rodgers Kola        | Vlag van Zambia                | A        | Hapoel Ironi Kiryat Shmona | huur met aankoopoptie  |          |
| Tom Boere           | Vlag van Nederland             | A        | FC Eindhoven               | contract ontbonden     |          |
| Wouter Corstjens    | Vlag van België                | V        | Waasland-Beveren           | huur met aankoopoptie  |          |
| David Hubert        | Vlag van België                | M        | Waasland-Beveren           | huur met aankoopoptie  |          |
| Hervé Kage          | Vlag van België                | M        | KRC Genk                   | verkoop                |          |
| Christian Brüls     | Vlag van België                | M        | Stade Rennais              | verkoop                |          |
| Jari Vandeputte     | Vlag van België                | M        | KSV Roeselare              | verhuur                |          |
| Rik Impens          | Vlag van België                | M        | KSV Roeselare              | verhuur                |          |
| Gilles Ruyssen      | Vlag van België                | V        | KVC Westerlo               | verkoop                |          |
| Habib Habibou       | Vlag van Frankrijk             | A        | Stade Rennes               | verkoop                |          |
| Valery Nahayo       | Vlag van Burundi               | V        | Mpumalanga Black Aces      | contract ontbonden     |          |
| Yassine El Ghanassy | Vlag van België                | A        | -                          | contract ontbonden     |          |

### Winter
| Naam               | Land                           | Positie  | Van/naar             | Type               |          |
| Inkomend           | Inkomend                       | Inkomend | Inkomend             | Inkomend           | Inkomend |
| ------------------ | ------------------------------ | -------- | -------------------- | ------------------ | -------- |
| Haris Hajradinović | Vlag van Bosnië en Herzegovina | M        | AS Trenčín           | aankoop            |          |
| Moses Simon        | Vlag van Nigeria               | A        | AS Trenčín           | aankoop            |          |
| Damjan Šiškovski   | Vlag van Noord-Macedonië       | DM       | FK Rabotnički Skopje | aankoop            |          |
| Marko Poletanović  | Vlag van Servië                | M        | FK Vojvodina         | aankoop            |          |
| Uitgaand           |                                |          |                      |                    |          |
| Jinty Caenepeel    | Vlag van België                | M        | Cercle Brugge        | verhuur            |          |
| Ygor Nogueira      | Vlag van Brazilië              | V        | Fluminense           | einde huurcontract |          |
| Kristof Maes       | Vlag van België                | DM       | Cappellen FC         | contract verbroken |          |
| Christophe Lepoint | Vlag van België                | M        | Charlton             | verkoop            |          |
| Sébastien Locigno  | Vlag van België                | V        | KV Oostende          | verkoop            |          |

## Oefenwedstrijden

### Zomer
| Voorbereiding                                       |                             |                                     | |  |  |
| Wedstrijddetails                                    | Thuisploeg                  | Uitslag                             | Uitploeg |  |  |
|                                                     |                             |                                     | |  |  |
| 20 juni 2014 19:30 Gemeentelijk Stadion De Pinte    | JV De Pinte                 | 0-9                                 | KAA Gent |  |  |
| 20 juni 2014 19:30 Gemeentelijk Stadion De Pinte    |                             | 0-1 0-2 0-3 0-4 0-5 0-6 0-7 0-8 0-9 | 8' Habibou 13' Raman 30' Van der Bruggen 35' Habibou 38' Soumaharo 60' Milićević 80' Milićević 87' Lepoint 90' Milićević |  |  |
| 21 juni 2014 16:00 Marcel De Kerpelstadion Wetteren | Standaard Wetteren          | 1-8                                 | KAA Gent |  |  |
| 21 juni 2014 16:00 Marcel De Kerpelstadion Wetteren | De Vos 80'                  | 0-1 0-2 0-3 0-4 0-5 0-6 0-7 0-8 1-8 | 3' Oussalah 11' Oussalah 22' Milićević 43' Lepoint 49' Raman 51' Raman 59' Habibou 75' Van der Bruggen                   |  |  |
| 24 juni 2014 19:00 Omer Dewitte Stadion Lauwe       | FC Gullegem                 | 0-1                                 | KAA Gent |  |  |
| 24 juni 2014 19:00 Omer Dewitte Stadion Lauwe       |                             | 0-1                                 | 59' Commeyne (e.g.) |  |  |
| 27 juni 2014 19:00 Sportpark Ter Elst Zele          | KFC Eendracht Zele          | 0-4                                 | KAA Gent |  |  |
| 27 juni 2014 19:00 Sportpark Ter Elst Zele          |                             | 0-1 0-2 0-3 0-4                     | 22' Kage 45' Soumahoro 69' Asare 74' Gavazaj                                                                             |  |  |
| 28 juni 2014 17:00 Sportpark Het Lambrek Heeze      | CSKA Sofia                  | 1-1                                 | KAA Gent |  |  |
| 28 juni 2014 17:00 Sportpark Het Lambrek Heeze      | Silva 31'                   | 0-1 1-1                             | 10' Gherson |  |  |
| 4 juli 2014 19:30- Sportstadion De Taeye Knokke     | KMSK Deinze                 | 1-1                                 | KAA Gent |  |  |
| 4 juli 2014 19:30- Sportstadion De Taeye Knokke     | Declercq 57'                | 1-0 1-1                             | 84' Kage |  |  |
| 5 juli 2014 14:30- Oefencentrum AA Gent Gent        | KAA Gent                    | 3-1                                 | Dinamo Tbilisi |  |  |
| 5 juli 2014 14:30- Oefencentrum AA Gent Gent        | Lepoint Dejaegere Dejaegere | 1-0 2-0 3-0 3-1                     | Vouho |  |  |
| 11 juli 2014 19:00 Stade Charles Tondreau Bergen    | RAEC Mons                   | 0-1                                 | KAA Gent |  |  |
| 11 juli 2014 19:00 Stade Charles Tondreau Bergen    |                             | 0-1                                 | 41' Pollet |  |  |
| 12 juli 2014 18:30 Gemeentelijk stadion Hamme       | KFC VW Hamme                | 0-2                                 | KAA Gent |  |  |
| 12 juli 2014 18:30 Gemeentelijk stadion Hamme       |                             | 0-1 0-2                             | 23' Kage (pen) 54' Kage                                                                                                  |  |  |
| 16 juli 2014 20:30 Ghelamco Arena Gent              | KAA Gent                    | 2-0                                 | AS Saint-Étienne |  |  |
| 16 juli 2014 20:30 Ghelamco Arena Gent              | Pollet (pen) 15' Raman 59'  | 1-0 2-0                             | |  |  |
| 19 juli 2014 19:00 Pierre Cornelisstadion Aalst     | SC Eendracht Aalst          | 1-6                                 | KAA Gent |  |  |
| 19 juli 2014 19:00 Pierre Cornelisstadion Aalst     | Vansimpsen 87'              | 0-1 0-2 0-3 0-4 0-5 0-6 1-6         | 4' Depoitre 8' Lepoint 17' Lepoint 23' Milićević 30' Soumahoro 74' Lepoint                                               |  |  |
| 22 juli 2014 19:30 Bosuilstadion Antwerpen          | Antwerp FC                  | 2-1                                 | KAA Gent |  |  |
| 22 juli 2014 19:30 Bosuilstadion Antwerpen          | Owusu 7' Owusu 50'          | 1-0 2-0 2-1                         | 79' Depoitre |  |  |

### Winter
| Voorbereiding                                                       |              |         |                      |  |  |
| Wedstrijddetails                                                    | Thuisploeg   | Uitslag | Uitploeg             |  |  |
|                                                                     |              |         |                      |  |  |
| 9 januari 2015 15:00 Oliva Nova Beach & Golf Resort Oliva (Spanje)  | FC Groningen | 0-2     | KAA Gent             |  |  |
| 9 januari 2015 15:00 Oliva Nova Beach & Golf Resort Oliva (Spanje)  |              | 0-1 0-2 | 15' Simon 32' Pollet |  |  |
| 10 januari 2015 15:00 Oliva Nova Beach & Golf Resort Oliva (Spanje) | FC Utrecht   | 0-1     | KAA Gent             |  |  |
| 10 januari 2015 15:00 Oliva Nova Beach & Golf Resort Oliva (Spanje) |              | 0-1     | 6' Depoitre          |  |  |

## Nationaal

### Wedstrijden reguliere competitie
| Jupiler Pro League                                          |                                                       |                         |                                        | |                                                                |
| Wedstrijddetails                                            | Thuisploeg                                            | Uitslag                 | Uitploeg                               | Opstelling | Kaarten                                                        |
| Heenronde                                                   |                                                       |                         |                                        | |                                                                |
| 26 juli 2014 20:00 Jan Breydelstadion Brugge                | Cercle Brugge                                         | 0-0                     | KAA Gent                               | Sels Gershon, Belhocine, Puljic Foket, Kums, Dejaegere, Zolotic (46' Lepoint), Oussalah (46' Asare) Raman, Pollet (81' Depoitre)                 | 45' Zolotic                                                    |
| 26 juli 2014 20:00 Jan Breydelstadion Brugge                |                                                       |                         |                                        | Sels Gershon, Belhocine, Puljic Foket, Kums, Dejaegere, Zolotic (46' Lepoint), Oussalah (46' Asare) Raman, Pollet (81' Depoitre)                 | 45' Zolotic                                                    |
| 3 augustus 2014 20:00 Ghelamco Arena Gent                   | KAA Gent                                              | 3-1                     | KV Mechelen                            | Sels Gershon, Belhocine, Puljic (46' Soumahoro) Foket, Kums, Neto, Lepoint, Asare Raman (80' Dejaegere), Depoitre (90+2' Pollet)                 | 25' Raman 42' Puljic 45+1' Belhocine 84' Kums                  |
| 3 augustus 2014 20:00 Ghelamco Arena Gent                   | Depoitre 47' Raman 61' Depoitre 85'                   | 0-1 1-1 2-1 3-1         | 45+1' Kosanovic                        | Sels Gershon, Belhocine, Puljic (46' Soumahoro) Foket, Kums, Neto, Lepoint, Asare Raman (80' Dejaegere), Depoitre (90+2' Pollet)                 | 25' Raman 42' Puljic 45+1' Belhocine 84' Kums                  |
| 10 augustus 2014 14:30 Maurice Dufrasnestadion Luik         | Standard Luik                                         | 0-1                     | KAA Gent                               | Sels Foket, Gershon, Belhocine, Asare Neto, Kums, Lepoint Raman (71' Dejaegere), Depoitre (79' Pollet), Soumahoro (9' Oussalah)                  | 42' Neto 71' Kums                                              |
| 10 augustus 2014 14:30 Maurice Dufrasnestadion Luik         |                                                       | 15' Depoitre            |                                        | Sels Foket, Gershon, Belhocine, Asare Neto, Kums, Lepoint Raman (71' Dejaegere), Depoitre (79' Pollet), Soumahoro (9' Oussalah)                  | 42' Neto 71' Kums                                              |
| 17 augustus 2014 18:00 Ghelamco Arena Gent                  | KAA Gent                                              | 3-1                     | SV Zulte Waregem                       | Sels Foket, Gershon, Belhocine, Asare Neto, Kums, Lepoint (56' Milićević) Raman (81' Dejaegere), Depoitre, Oussalah (56' Habibou)                | 52' Lepoint 58' Habibou                                        |
| 17 augustus 2014 18:00 Ghelamco Arena Gent                  | Habibou 69' Milićević 71' Milićević 84'               | 0-1 1-1 2-1 3-1         | 44' Sylla                              | Sels Foket, Gershon, Belhocine, Asare Neto, Kums, Lepoint (56' Milićević) Raman (81' Dejaegere), Depoitre, Oussalah (56' Habibou)                | 52' Lepoint 58' Habibou                                        |
| 22 augustus 2014 20:30 Cristal Arena Genk                   | KRC Genk                                              | 3-2                     | KAA Gent                               | Sels Foket, Gershon, Belhocine, Asare Neto (84' Van der Bruggen), Kums, Milićević (77' Lepoint) Dejaegere, Depoitre, Habibou (77' Raman)         | 88' Belhocine                                                  |
| 22 augustus 2014 20:30 Cristal Arena Genk                   | Cissé 18' Mboyo 29' Okriashvili 67'                   | 1-0 2-0 2-1 2-2 3-2     | 30' Dejaegere 34' Milićević            | Sels Foket, Gershon, Belhocine, Asare Neto (84' Van der Bruggen), Kums, Milićević (77' Lepoint) Dejaegere, Depoitre, Habibou (77' Raman)         | 88' Belhocine                                                  |
| 29 augustus 2014 20:30 Ghelamco Arena Gent                  | KAA Gent                                              | 0-1                     | KV Kortrijk                            | Sels Foket,Puljic (23' Belhocine), Gershon, Asare Neto, Kums (26' Habibou), Milićević Dejaegere, Depoitre, Raman (82' Saief)                     |                                                                |
| 29 augustus 2014 20:30 Ghelamco Arena Gent                  |                                                       | 0-1                     | 8' Santini                             | Sels Foket,Puljic (23' Belhocine), Gershon, Asare Neto, Kums (26' Habibou), Milićević Dejaegere, Depoitre, Raman (82' Saief)                     |                                                                |
| 14 september 2014 18:00 Ghelamco Arena Gent                 | KAA Gent                                              | 1-0                     | Moeskroen-Péruwelz                     | Sels Nielsen, Gershon, Asare Foket, Dejaegere (85' Neto), Kums, Milićević, Oussalah (75' Saief) Pollet, Depoitre (75' Raman)                     | 33' Asare 82' Saief                                            |
| 14 september 2014 18:00 Ghelamco Arena Gent                 | Saief 82'                                             | 1-0                     |                                        | Sels Nielsen, Gershon, Asare Foket, Dejaegere (85' Neto), Kums, Milićević, Oussalah (75' Saief) Pollet, Depoitre (75' Raman)                     | 33' Asare 82' Saief                                            |
| 20 september 2014 20:00 Albertparkstadion Oostende          | KV Oostende                                           | 1-3                     | KAA Gent                               | Sels Nielsen, Gershon, Asare Foket, Dejaegere, Kums, Milićević (88' Lepoint), Oussalah (79' Soumahoro) Pollet (46' Neto), Depoitre               | 10' Asare 14' Pollet 30' Gershon 41' Kums 43' Nielsen 45' Kums |
| 20 september 2014 20:00 Albertparkstadion Oostende          | Siani 42'                                             | 0-1 1-1 1-2 1-3         | 14' Pollet 84' Depoitre 90+1' Depoitre | Sels Nielsen, Gershon, Asare Foket, Dejaegere, Kums, Milićević (88' Lepoint), Oussalah (79' Soumahoro) Pollet (46' Neto), Depoitre               | 10' Asare 14' Pollet 30' Gershon 41' Kums 43' Nielsen 45' Kums |
| 27 september 2014 20:00 Ghelamco Arena Gent                 | KAA Gent                                              | 1-1                     | KSC Lokeren                            | Sels Nielsen, Gershon, Asare Foket, Dejaegere (75' Saief), Neto, Milićević, Oussalah (66' Soumahoro) Pollet (46' Raman), Depoitre                | 75' Saief                                                      |
| 27 september 2014 20:00 Ghelamco Arena Gent                 | Depoitre 90+1'                                        | 0-1 1-1                 | 32' Vanaken                            | Sels Nielsen, Gershon, Asare Foket, Dejaegere (75' Saief), Neto, Milićević, Oussalah (66' Soumahoro) Pollet (46' Raman), Depoitre                | 75' Saief                                                      |
| 4 oktober 2014 20:00 't Kuipje Westerlo                     | KVC Westerlo                                          | 0-0                     | KAA Gent                               | Sels Nielsen (89' Raman), Rafinha, Asare Foket, Dejaegere, Kums, Milićević, Soumahoro (58' Saief) Pollet (81' Lepoint), Depoitre                 | 45+1' Foket                                                    |
| 4 oktober 2014 20:00 't Kuipje Westerlo                     |                                                       |                         |                                        | Sels Nielsen (89' Raman), Rafinha, Asare Foket, Dejaegere, Kums, Milićević, Soumahoro (58' Saief) Pollet (81' Lepoint), Depoitre                 | 45+1' Foket                                                    |
| 18 oktober 2014 20:00 Ghelamco Arena Gent                   | KAA Gent                                              | 2-2                     | Charleroi                              | Sels Rafinha, Gershon, Asare Foket, Kums, Neto (78' Lepoint), Milićević, Dejaegere (73' Saief) Pollet (58' Depoitre), Raman                      | 64' Neto 74' Rafinha                                           |
| 18 oktober 2014 20:00 Ghelamco Arena Gent                   | Foket 43' Raman 80'                                   | 0-1 1-1 2-1 2-2         | 25' Tainmont 90+3' Tainmont            | Sels Rafinha, Gershon, Asare Foket, Kums, Neto (78' Lepoint), Milićević, Dejaegere (73' Saief) Pollet (58' Depoitre), Raman                      | 64' Neto 74' Rafinha                                           |
| 25 oktober 2014 20:00 Jan Breydelstadion Brugge             | Club Brugge                                           | 2-2                     | KAA Gent                               | Sels Rafinha, Gershon, Asare Foket, Lepoint (85' Pollet), Neto, Milićević, Dejaegere (61' Soumahoro) Depoitre, Raman (81' Saief)                 | 66' Foket                                                      |
| 25 oktober 2014 20:00 Jan Breydelstadion Brugge             | De Sutter 32' De Sutter 43'                           | 0-1 1-1 2-1 2-2         | 13' Milićević 63' Rafinha              | Sels Rafinha, Gershon, Asare Foket, Lepoint (85' Pollet), Neto, Milićević, Dejaegere (61' Soumahoro) Depoitre, Raman (81' Saief)                 | 66' Foket                                                      |
| 29 oktober 2014 20:00 Ghelamco Arena Gent                   | KAA Gent                                              | 4-1                     | Waasland-Beveren                       | Sels Rafinha, Gershon, Asare Foket, Lepoint (86' Pollet), Neto, Milićević (70' Van der Bruggen), Dejaegere (88' Soumahoro) Depoitre, Raman       | 39' Asare                                                      |
| 29 oktober 2014 20:00 Ghelamco Arena Gent                   | Milićević (pen.) 16' Depoitre 59' Raman 67' Raman 84' | 1-0 1-1 2-1 3-1 4-1     | 43' Emond                              | Sels Rafinha, Gershon, Asare Foket, Lepoint (86' Pollet), Neto, Milićević (70' Van der Bruggen), Dejaegere (88' Soumahoro) Depoitre, Raman       | 39' Asare                                                      |
| 1 november 2014 20:00 Het Lisp Lier                         | Lierse SK                                             | 0-1                     | KAA Gent                               | Sels Rafinha, Gershon, Asare Foket, Lepoint, Neto, Milićević (70' Van der Bruggen), Dejaegere Depoitre, Raman (90+2' Pollet)                     | 26' Foket 33' Lepoint 66' Rafinha                              |
| 1 november 2014 20:00 Het Lisp Lier                         |                                                       | 0-1                     | 74' Van der Bruggen                    | Sels Rafinha, Gershon, Asare Foket, Lepoint, Neto, Milićević (70' Van der Bruggen), Dejaegere Depoitre, Raman (90+2' Pollet)                     | 26' Foket 33' Lepoint 66' Rafinha                              |
| 8 november 2014 20:00 Ghelamco Arena Gent                   | KAA Gent                                              | 0-2                     | RSC Anderlecht                         | Sels Rafinha, Gershon, Asare Foket, Lepoint (75' Pollet), Neto, Milićević (41' Soumahoro (46' Saief)), Dejaegere Depoitre, Raman                 | 44' Rafinha 51' Dejaegere                                      |
| 8 november 2014 20:00 Ghelamco Arena Gent                   |                                                       | 0-1 0-2                 | 42' Mitrovic 78' Conté                 | Sels Rafinha, Gershon, Asare Foket, Lepoint (75' Pollet), Neto, Milićević (41' Soumahoro (46' Saief)), Dejaegere Depoitre, Raman                 | 44' Rafinha 51' Dejaegere                                      |
| Terugronde                                                  |                                                       |                         |                                        | |                                                                |
| 22 november 2014 20:00 Ghelamco Arena Gent                  | KAA Gent                                              | 4-0                     | Cercle Brugge                          | Sels Nielsen, Gershon, Asare Foket, Lepoint, Neto, Zolotic, Dejaegere (75' Saief) Depoitre (75' Pollet), Raman (85' Locigno)                     |                                                                |
| 22 november 2014 20:00 Ghelamco Arena Gent                  | Dejaegere 14' Raman 60' Depoitre 71' Pollet 82'       | 1-0 2-0 3-0 4-0         |                                        | Sels Nielsen, Gershon, Asare Foket, Lepoint, Neto, Zolotic, Dejaegere (75' Saief) Depoitre (75' Pollet), Raman (85' Locigno)                     |                                                                |
| 29 november 2014 20:00 Regenboogstadion Waregem             | SV Zulte Waregem                                      | 2-1                     | KAA Gent                               | Sels Nielsen, Gershon, Asare Foket, Lepoint (74' Belhocine), Neto, Zolotic, Dejaegere (70' Locigno) Depoitre, Raman (80' Milićević)              | 25' Zolotic 31' Zolotic 33' Dejaegere 57' Raman                |
| 29 november 2014 20:00 Regenboogstadion Waregem             | Verboom 62' Cissako 80'                               | 0-1 1-1 2-1             | 17' Gershon                            | Sels Nielsen, Gershon, Asare Foket, Lepoint (74' Belhocine), Neto, Zolotic, Dejaegere (70' Locigno) Depoitre, Raman (80' Milićević)              | 25' Zolotic 31' Zolotic 33' Dejaegere 57' Raman                |
| 6 december 2014 20:00 Ghelamco Arena Gent                   | KAA Gent                                              | 0-0                     | KRC Genk                               | Sels Nielsen, Gershon, Asare Foket, Lepoint, Neto, Milićević (87' Pollet), Dejaegere (36' Van der Bruggen) Depoitre, Saief                       |                                                                |
| 6 december 2014 20:00 Ghelamco Arena Gent                   |                                                       |                         |                                        | Sels Nielsen, Gershon, Asare Foket, Lepoint, Neto, Milićević (87' Pollet), Dejaegere (36' Van der Bruggen) Depoitre, Saief                       |                                                                |
| 13 december 2014 20:00 Achter de Kazerne Mechelen           | KV Mechelen                                           | 0-0                     | KAA Gent                               | Sels Nielsen, Gershon, Asare Foket, Lepoint (82' Pollet), Neto, Van der Bruggen, Milićević (72' Raman) Depoitre, Saief (89' Locigno)             | 15' Lepoint                                                    |
| 13 december 2014 20:00 Achter de Kazerne Mechelen           |                                                       |                         |                                        | Sels Nielsen, Gershon, Asare Foket, Lepoint (82' Pollet), Neto, Van der Bruggen, Milićević (72' Raman) Depoitre, Saief (89' Locigno)             | 15' Lepoint                                                    |
| 21 december 2014 14:30 Ghelamco Arena Gent                  | KAA Gent                                              | 1-2                     | Standard Luik                          | Sels Nielsen, Gershon, Asare Foket, Dejaegere, Neto, Van der Bruggen (72' Soumahoro), Milićević (46' Saief) Depoitre, Raman (79' Pollet)         | 66' Depoitre 66' Raman 73' Dejaegere 90+2' Asare               |
| 21 december 2014 14:30 Ghelamco Arena Gent                  | Dejaegere 16'                                         | 0-1 1-1 1-2             | 12' De Camargo 90+2' Bia               | Sels Nielsen, Gershon, Asare Foket, Dejaegere, Neto, Van der Bruggen (72' Soumahoro), Milićević (46' Saief) Depoitre, Raman (79' Pollet)         | 66' Depoitre 66' Raman 73' Dejaegere 90+2' Asare               |
| 26 december 2014 20:00 Guldensporenstadion Kortrijk         | KV Kortrijk                                           | 2-3                     | KAA Gent                               | Sels Nielsen, Gershon, Asare Foket, Dejaegere, Neto (54' Lepoint), Van der Bruggen, Saief (88' Rafinha) Depoitre, Raman (90' Locigno)            | 33' Asare 74' Saief                                            |
| 26 december 2014 20:00 Guldensporenstadion Kortrijk         | De Smet 19' Matton 90+1'                              | 0-1 1-1 1-2 1-3 2-3     | 13' Nielsen 62' Raman 82' Depoitre     | Sels Nielsen, Gershon, Asare Foket, Dejaegere, Neto (54' Lepoint), Van der Bruggen, Saief (88' Rafinha) Depoitre, Raman (90' Locigno)            | 33' Asare 74' Saief                                            |
| 17 januari 2015 18:00 Le Canonnier Moeskroen                | Moeskroen-Péruwelz                                    | 1-3                     | KAA Gent                               | Sels Nielsen, Gershon, Asare Foket, Dejaegere (92' Hajradinović), Neto, Van der Bruggen, Saief (92' Pollet) Depoitre, Raman (80' Simon)          | 57' Dejaegere                                                  |
| 17 januari 2015 18:00 Le Canonnier Moeskroen                | Verstraete 6'                                         | 0-1 1-1 1-2 1-3         | 15' Neto 29' Depoitre 56' Dejaegere    | Sels Nielsen, Gershon, Asare Foket, Dejaegere (92' Hajradinović), Neto, Van der Bruggen, Saief (92' Pollet) Depoitre, Raman (80' Simon)          | 57' Dejaegere                                                  |
| 25 januari 2015 20:00 Ghelamco Arena Gent                   | KAA Gent                                              | 3-1                     | KV Oostende                            | Sels Nielsen, Gershon, Asare Foket, Dejaegere (85' Poletanović), Neto, Van der Bruggen, Saief (78' Hajradinović) Depoitre, Simon (72' Milićević) | 58' Asare 63' Nielsen 64' Van der Bruggen 88' Neto             |
| 25 januari 2015 20:00 Ghelamco Arena Gent                   | Neto 11' Saief 24' Neto 82'                           | 1-0 2-0 2-1 3-1         | 78' Siani                              | Sels Nielsen, Gershon, Asare Foket, Dejaegere (85' Poletanović), Neto, Van der Bruggen, Saief (78' Hajradinović) Depoitre, Simon (72' Milićević) | 58' Asare 63' Nielsen 64' Van der Bruggen 88' Neto             |
| 1 februari 2015 14:30 Daknamstadion Lokeren                 | KSC Lokeren                                           | 3-3                     | KAA Gent                               | Sels Nielsen, Gershon, Rafinha Foket, Dejaegere, Neto, Van der Bruggen, Saief (83' Milićević) Depoitre, Simon (90+2' Kums)                       | 63' Neto                                                       |
| 1 februari 2015 14:30 Daknamstadion Lokeren                 | Gershon (e.g.) 10' Overmeire 43' Vanaken 74'          | 0-1 1-1 1-2 2-2 2-3 3-3 | 6' Simon 16' Simon 72' Simon           | Sels Nielsen, Gershon, Rafinha Foket, Dejaegere, Neto, Van der Bruggen, Saief (83' Milićević) Depoitre, Simon (90+2' Kums)                       | 63' Neto                                                       |
| 7 februari 2015 20:00 Ghelamco Arena Gent                   | KAA Gent                                              | 4-0                     | KVC Westerlo                           | Sels Rafinha, Gershon, Asare Foket, Dejaegere (66' Milićević), Neto (73' Kums), Van der Bruggen, Hajradinović Depoitre, Simon (79' Pedersen)     | 21' Neto                                                       |
| 7 februari 2015 20:00 Ghelamco Arena Gent                   | Depoitre 38' Simon 61' Milićević 77' Depoitre 90'     | 1-0 2-0 3-0 4-0         |                                        | Sels Rafinha, Gershon, Asare Foket, Dejaegere (66' Milićević), Neto (73' Kums), Van der Bruggen, Hajradinović Depoitre, Simon (79' Pedersen)     | 21' Neto                                                       |
| 15 februari 2015 20:00 Stade du Pays Charleroi              | Charleroi                                             | 0-0                     | KAA Gent                               | Sels Rafinha (27' Vitas), Gershon, Nielsen Foket, Milićević, Kums (78' Poletanović), Van der Bruggen, Asare Pollet (78' Raman), Simon            | 5' Nielsen 44' Simon 90+1' Raman                               |
| 15 februari 2015 20:00 Stade du Pays Charleroi              |                                                       |                         |                                        | Sels Rafinha (27' Vitas), Gershon, Nielsen Foket, Milićević, Kums (78' Poletanović), Van der Bruggen, Asare Pollet (78' Raman), Simon            | 5' Nielsen 44' Simon 90+1' Raman                               |
| 22 februari 2015 14:30 Ghelamco Arena Gent                  | KAA Gent                                              | 2-1                     | Club Brugge                            | Sels Rafinha, Nielsen, Gershon, Asare Kums (65' Neto), Van der Bruggen, Milićević (86' Foket) Raman (78' Poletanović), Depoitre, Simon           |                                                                |
| 22 februari 2015 14:30 Ghelamco Arena Gent                  | Simon 23' Simons (e.g.) 72'                           | 1-0 1-1 2-1             | 61' Vormer                             | Sels Rafinha, Nielsen, Gershon, Asare Kums (65' Neto), Van der Bruggen, Milićević (86' Foket) Raman (78' Poletanović), Depoitre, Simon           |                                                                |
| 1 maart 2015 20:00 Freethiel Beveren                        | Waasland-Beveren                                      | 0-1                     | KAA Gent                               | Sels Rafinha, Nielsen, Gershon Foket (88' Dejaegere), Milićević (84' Saief), Kums, Van der Bruggen (63' Neto), Asare Depoitre, Simon             | 92' Dejaegere                                                  |
| 1 maart 2015 20:00 Freethiel Beveren                        |                                                       | 0-1                     | 66' Simon                              | Sels Rafinha, Nielsen, Gershon Foket (88' Dejaegere), Milićević (84' Saief), Kums, Van der Bruggen (63' Neto), Asare Depoitre, Simon             | 92' Dejaegere                                                  |
| 7 maart 2015 20:00 Ghelamco Arena Gent                      | KAA Gent                                              | 2-1                     | Lierse SK                              | Sels Rafinha, Gershon, Asare Foket, Milićević (88' Pedersen), Kums, Neto (76' Van der Bruggen), Saief (63' Raman) Depoitre, Simon                | 74' Neto                                                       |
| 7 maart 2015 20:00 Ghelamco Arena Gent                      | Neto 32' Pedersen 90+1'                               | 1-0 1-1 2-1             | 60' Kasmi                              | Sels Rafinha, Gershon, Asare Foket, Milićević (88' Pedersen), Kums, Neto (76' Van der Bruggen), Saief (63' Raman) Depoitre, Simon                | 74' Neto                                                       |
| 15 maart 2015 14:30 Constant Vanden Stockstadion Anderlecht | RSC Anderlecht                                        | 1-2                     | KAA Gent                               | Sels Nielsen, Gershon, Asare Foket, Milićević (46' Raman), Kums, Van der Bruggen, Dejaegere (79' Neto) Depoitre, Simon (90+3' Saief)             | 40' Van der Bruggen 65' Foket                                  |
| 15 maart 2015 14:30 Constant Vanden Stockstadion Anderlecht | Mitrovic 15'                                          | 1-0 1-1 1-2             | 48' Foket 61' Raman                    | Sels Nielsen, Gershon, Asare Foket, Milićević (46' Raman), Kums, Van der Bruggen, Dejaegere (79' Neto) Depoitre, Simon (90+3' Saief)             | 40' Van der Bruggen 65' Foket                                  |

### Klassement reguliere competitie
|        |    |                    | P  | W  | G  | V  | +  | -  | DS  | Ptn |
| ------ | -- | ------------------ | -- | -- | -- | -- | -- | -- | --- | --- |
| PO I   | 1  | Club Brugge        | 30 | 17 | 10 | 3  | 69 | 28 | 41  | 61  |
| PO I   | 2  | KAA Gent           | 30 | 16 | 9  | 5  | 52 | 29 | 23  | 57  |
| PO I   | 3  | Anderlecht         | 30 | 16 | 9  | 5  | 51 | 30 | 21  | 57  |
| PO I   | 4  | Standard           | 30 | 16 | 5  | 9  | 49 | 39 | 10  | 53  |
| PO I   | 5  | KV Kortrijk        | 30 | 16 | 3  | 11 | 54 | 35 | 19  | 51  |
| PO I   | 6  | Charleroi          | 30 | 14 | 7  | 8  | 44 | 31 | 13  | 49  |
| PO II  | 7  | Racing Genk        | 30 | 13 | 10 | 7  | 38 | 28 | 10  | 49  |
| PO II  | 8  | Lokeren            | 30 | 10 | 12 | 8  | 38 | 32 | 6   | 42  |
| PO II  | 9  | KV Mechelen        | 30 | 10 | 10 | 9  | 37 | 39 | −2  | 41  |
| PO II  | 10 | KV Oostende        | 30 | 11 | 5  | 14 | 40 | 52 | −12 | 38  |
| PO II  | 11 | Westerlo           | 30 | 8  | 9  | 13 | 43 | 63 | −21 | 33  |
| PO II  | 12 | Zulte Waregem      | 30 | 8  | 7  | 15 | 41 | 54 | −13 | 31  |
| PO II  | 13 | Moeskroen-Péruwelz | 30 | 7  | 5  | 18 | 32 | 51 | −19 | 26  |
| PO II  | 14 | Waasland-Beveren   | 30 | 7  | 5  | 18 | 30 | 49 | −19 | 26  |
| PO III | 15 | Cercle Brugge      | 30 | 6  | 6  | 18 | 21 | 45 | −24 | 24  |
| PO III | 16 | Lierse             | 30 | 5  | 7  | 18 | 30 | 63 | −33 | 22  |

P: wedstrijden gespeeld, W: wedstrijden gewonnen, G: gelijke spelen, V: wedstrijden verloren, +: gescoorde doelpunten, -: doelpunten tegen, DS: doelsaldo, Ptn: totaal punten
 PO I: Play-off I, PO II: Play-off II, PO III: Play-off III

### Wedstrijden POI
| Jupiler Pro League                                        |                             |                     |                                         | |                                     |
| Wedstrijddetails                                          | Thuisploeg                  | Uitslag             | Uitploeg                                | Opstelling | Kaarten                             |
| 5 april 2015 20:00 Ghelamco Arena Gent                    | KAA Gent                    | 2-0                 | KV Kortrijk                             | Sels Nielsen, Gershon, Asare Foket, Milićević (69' Raman), Kums, Van der Bruggen (85' Poletanović), Dejaegere Depoitre, Simon (75' Rafinha)                | 39' Nielsen 72' Dejaegere           |
| 5 april 2015 20:00 Ghelamco Arena Gent                    | Milićević 33' Simon 73'     | 1-0 2-0             |                                         | Sels Nielsen, Gershon, Asare Foket, Milićević (69' Raman), Kums, Van der Bruggen (85' Poletanović), Dejaegere Depoitre, Simon (75' Rafinha)                | 39' Nielsen 72' Dejaegere           |
| 11 april 2015 20:30 Stade du Pays Charleroi               | Charleroi                   | 2-1                 | KAA Gent                                | Sels Nielsen, Gershon, Asare Foket, Milićević, Kums, Van der Bruggen (63' Poletanović), Dejaegere (75' Pedersen) Depoitre, Raman (46' Simon)               | 73' Foket 86' Kums                  |
| 11 april 2015 20:30 Stade du Pays Charleroi               | Kebano 12' Kebano 90+2'     | 1-0 1-1 2-1         | 83' Poletanović                         | Sels Nielsen, Gershon, Asare Foket, Milićević, Kums, Van der Bruggen (63' Poletanović), Dejaegere (75' Pedersen) Depoitre, Raman (46' Simon)               | 73' Foket 86' Kums                  |
| 17 april 20:30 Maurice Dufrasnestadion Luik               | Standard Luik               | 1-3                 | KAA Gent                                | Sels Rafinha, Nielsen, Gershon, Asare Kums (68' Neto), Poletanović, Dejaegere (78' Tabekou) Milićević, Depoitre, Pedersen (72' Saief)                      | 34' Asare 80' Gershon 90+4' Tabekou |
| 17 april 20:30 Maurice Dufrasnestadion Luik               | Bia 66'                     | 0-1 0-2 1-2 1-3     | 24' Pedersen 52' Pedersen 90+4' Tabekou | Sels Rafinha, Nielsen, Gershon, Asare Kums (68' Neto), Poletanović, Dejaegere (78' Tabekou) Milićević, Depoitre, Pedersen (72' Saief)                      | 34' Asare 80' Gershon 90+4' Tabekou |
| 26 april 2015 18:00 Ghelamco Arena Gent                   | KAA Gent                    | 2-2                 | Club Brugge                             | Sels Rafinha, Nielsen, Gershon, Asare Kums, Poletanović (70' Neto), Dejaegere (74' Tabekou) Milićević, Depoitre, Pedersen (66' Simon)                      | 79' Depoitre 89' Asare              |
| 26 april 2015 18:00 Ghelamco Arena Gent                   | Milićević 13' Milićević 43' | 1-0 2-0 2-1 2-2     | 76' Duarte 86' Claudimir                | Sels Rafinha, Nielsen, Gershon, Asare Kums, Poletanović (70' Neto), Dejaegere (74' Tabekou) Milićević, Depoitre, Pedersen (66' Simon)                      | 79' Depoitre 89' Asare              |
| 30 april 2015 20:30 Ghelamco Arena Gent                   | KAA Gent                    | 2-1                 | RSC Anderlecht                          | Sels Nielsen, Gershon, Asare Foket, Milićević, Kums, Van der Bruggen (89' Neto), Dejaegere (75' Raman) Depoitre (69' Pedersen), Simon                      | 84' Kums                            |
| 30 april 2015 20:30 Ghelamco Arena Gent                   | Depoitre 39' Neto 90+1'     | 1-0 1-1 2-1         | 58' Tielemans                           | Sels Nielsen, Gershon, Asare Foket, Milićević, Kums, Van der Bruggen (89' Neto), Dejaegere (75' Raman) Depoitre (69' Pedersen), Simon                      | 84' Kums                            |
| 3 mei 2015 14:30 Guldensporenstadion Kortrijk             | KV Kortrijk                 | 0-1                 | KAA Gent                                | Sels Rafinha, Gershon, Nielsen Dejaegere (74' Foket), Milićević, Kums (77' Van der Bruggen), Neto, Asare Pedersen (69' Simon), Raman                       | 15' Raman 42' Milićević             |
| 3 mei 2015 14:30 Guldensporenstadion Kortrijk             |                             | 0-1                 | 58' Chanot (e.g.)                       | Sels Rafinha, Gershon, Nielsen Dejaegere (74' Foket), Milićević, Kums (77' Van der Bruggen), Neto, Asare Pedersen (69' Simon), Raman                       | 15' Raman 42' Milićević             |
| 8 mei 2015 20:30 Ghelamco Arena Gent                      | KAA Gent                    | 1-1                 | Charleroi                               | Sels Nielsen, Gershon, Asare Foket (80' Soumahoro), Milićević, Kums, Neto (86' Van der Bruggen), Dejaegere Pedersen (66' Pollet), Simon                    | 86' Asare                           |
| 8 mei 2015 20:30 Ghelamco Arena Gent                      | Neto 25'                    | 1-0 1-1             | 58' Coulibaly                           | Sels Nielsen, Gershon, Asare Foket (80' Soumahoro), Milićević, Kums, Neto (86' Van der Bruggen), Dejaegere Pedersen (66' Pollet), Simon                    | 86' Asare                           |
| 17 mei 2015 14:30 Jan Breydelstadion Brugge               | Club Brugge                 | 2-3                 | KAA Gent                                | Sels Rafinha, Gershon, Nielsen Dejaegere (77' Dejaegere), Milićević (82' Van der Bruggen), Kums, Neto, Asare Raman (90' Pollet), Simon                     | 34' Rafinha 39' Raman               |
| 17 mei 2015 14:30 Jan Breydelstadion Brugge               | Vormer 38' Vormer 72'       | 0-1 1-1 1-2 2-2 2-3 | 5' Nielsen 52' Dejaegere 87' Raman      | Sels Rafinha, Gershon, Nielsen Dejaegere (77' Dejaegere), Milićević (82' Van der Bruggen), Kums, Neto, Asare Raman (90' Pollet), Simon                     | 34' Rafinha 39' Raman               |
| 21 mei 2015 20:30 Ghelamco Arena Gent                     | KAA Gent                    | 2-0                 | Standard Luik                           | Sels Rafinha (83' Foket), Gershon, Nielsen Dejaegere, Milićević (66' Depoitre), Kums, Neto, Asare Raman, Simon (75' Van der Bruggen)                       | 36' Gershon                         |
| 21 mei 2015 20:30 Ghelamco Arena Gent                     | Kums 18' Neto (pen.) 50'    | 1-0 2-0             |                                         | Sels Rafinha (83' Foket), Gershon, Nielsen Dejaegere, Milićević (66' Depoitre), Kums, Neto, Asare Raman, Simon (75' Van der Bruggen)                       | 36' Gershon                         |
| 24 mei 2015 14:30 Constant Vanden Stockstadion Anderlecht | RSC Anderlecht              | 2-1                 | KAA Gent                                | Vandenbussche Puljic, Vitas, Zolotic Foket, Van der Bruggen (68' Dejaegere), Poletanović, Hajradinović, Saief Soumahoro (75' Raman), Pedersen (59' Pollet) | 44' Hajradinović                    |
| 24 mei 2015 14:30 Constant Vanden Stockstadion Anderlecht | Deschacht 21' Mitrovic 50'  | 0-1 1-1 2-1         | 3' Pedersen                             | Vandenbussche Puljic, Vitas, Zolotic Foket, Van der Bruggen (68' Dejaegere), Poletanović, Hajradinović, Saief Soumahoro (75' Raman), Pedersen (59' Pollet) | 44' Hajradinović                    |

### Klassement Play-offs
|           | #  | Club        | GS | W | G | V | DV | DT | DS  | PTN |
| --------- | -- | ----------- | -- | - | - | - | -- | -- | --- | --- |
| K         | 1. | KAA Gent    | 10 | 6 | 2 | 2 | 18 | 11 | +7  | 49  |
| CL        | 2. | Club Brugge | 10 | 5 | 1 | 4 | 16 | 16 | 0   | 47  |
| EL        | 3. | Anderlecht  | 10 | 5 | 2 | 3 | 18 | 13 | +5  | 45  |
| EL        | 4. | Standard    | 10 | 4 | 1 | 5 | 14 | 13 | +1  | 40  |
| (barrage) | 5. | Charleroi   | 10 | 3 | 2 | 5 | 13 | 15 | −2  | 36  |
|           | 6. | KV Kortrijk | 10 | 2 | 2 | 6 | 11 | 22 | −11 | 34  |

### Overzicht
| Speeldag  | 1 | 2 | 3 | 4  | 5  | 6  | 7  | 8  | 9  | 10 | 11 | 12 | 13 | 14 | 15 | 16 | 17 | 18 | 19 | 20 | 21 | 22 | 23 | 24 | 25 | 26 | 27 | 28 | 29 | 30 |  | 1  | 2  | 3  | 4  | 5  | 6  | 7  | 8  | 9  | 10 |
| --------- | - | - | - | -- | -- | -- | -- | -- | -- | -- | -- | -- | -- | -- | -- | -- | -- | -- | -- | -- | -- | -- | -- | -- | -- | -- | -- | -- | -- | -- |  | -- | -- | -- | -- | -- | -- | -- | -- | -- | -- |
| Resultaat | g | w | w | w  | v  | v  | w  | w  | g  | g  | g  | g  | w  | w  | v  | w  | v  | g  | g  | v  | w  | w  | w  | g  | w  | g  | w  | w  | w  | w  |  | w  | v  | w  | g  | w  | w  | g  | w  | w  | v  |
| Punten    | 1 | 4 | 7 | 10 | 10 | 10 | 13 | 16 | 17 | 18 | 19 | 20 | 23 | 26 | 26 | 29 | 29 | 30 | 31 | 31 | 34 | 37 | 40 | 41 | 44 | 45 | 48 | 51 | 54 | 57 |  | 32 | 32 | 35 | 36 | 39 | 42 | 43 | 46 | 49 | 49 |
| Positie   | 8 | 5 | 2 | 2  | 2  | 3  | 2  | 2  | 2  | 2  | 3  | 3  | 3  | 2  | 4  | 3  | 3  | 4  | 4  | 5  | 3  | 3  | 3  | 3  | 3  | 3  | 3  | 3  | 3  | 2  |  | 2  | 2  | 2  | 2  | 2  | 1  | 1  | 1  | 1  | 1  |

## Beker van België
| Beker van België                                               |                                       |                     |                                               | |                                                 |
| Wedstrijddetails                                               | Thuisploeg                            | Uitslag             | Uitploeg                                      | Opstelling | Kaarten                                         |
| 1/16 finales                                                   |                                       |                     |                                               | |                                                 |
| 24 september 2014 20:30 Stade Communal de Namur Namen          | UR Namen (IV)                         | 1-3                 | KAA Gent                                      | Vandenbussche Locigno, Rafinha, Nogueira, Gherson Kums, Van der Bruggen, Lepoint Raman, Pollet (83' Asare), Soumahoro (45' Sels)         | 24' Van der Bruggen 44' Vandenbussche 90' Asare |
| 24 september 2014 20:30 Stade Communal de Namur Namen          | Bruzzese 69'                          | 0-1 0-2 1-2 1-3     | 34' Lepoint 36' Lepoint 90+2' Lepoint         | Vandenbussche Locigno, Rafinha, Nogueira, Gherson Kums, Van der Bruggen, Lepoint Raman, Pollet (83' Asare), Soumahoro (45' Sels)         | 24' Van der Bruggen 44' Vandenbussche 90' Asare |
| 1/8 finales                                                    |                                       |                     |                                               | |                                                 |
| 3 december 2014 20:30 Soevereinstadion Lommel                  | Lommel United (II)                    | 0-1                 | KAA Gent                                      | Sels Foket, Nielsen, Gershon, Asare Lepoint (79' Raman), Neto, Dejaegere, Saief Milićević (90' Locigno) , Depoitre                       | 55' Dejaegere 84' Saief                         |
| 3 december 2014 20:30 Soevereinstadion Lommel                  |                                       | 0-1                 | 61' Lepoint                                   | Sels Foket, Nielsen, Gershon, Asare Lepoint (79' Raman), Neto, Dejaegere, Saief Milićević (90' Locigno) , Depoitre                       | 55' Dejaegere 84' Saief                         |
| 1/4 finales                                                    |                                       |                     |                                               | |                                                 |
| 17 december 2014 20:30 Daknamstadion Lokeren                   | KSC Lokeren                           | 1-4                 | KAA Gent                                      | Sels Rafinha, Nielsen, Gershon Foket, Dejaegere (84' Lepoint), Neto , Van der Bruggen, Milićević (54' Saief) Depoitre , Raman            | 69' Foket                                       |
| 17 december 2014 20:30 Daknamstadion Lokeren                   | Maric 42'                             | 0-1 1-1 1-2 1-3 1-4 | 4' Depoitre 50' Milićević 69' Saief 87' Raman | Sels Rafinha, Nielsen, Gershon Foket, Dejaegere (84' Lepoint), Neto , Van der Bruggen, Milićević (54' Saief) Depoitre , Raman            | 69' Foket                                       |
| 21 januari 2015 20:30 Ghelamco Arena Gent                      | KAA Gent                              | 1-0                 | KSC Lokeren                                   | Sels Nielsen (52' Rafinha), Gershon, Asare Foket, Dejaegere, Neto, Van der Bruggen, Saief (46' Soumahoro) Depoitre, Raman (70' Simon)    | 64' Neto 70' Simon                              |
| 21 januari 2015 20:30 Ghelamco Arena Gent                      | Dejaegere 62'                         | 1-0                 |                                               | Sels Nielsen (52' Rafinha), Gershon, Asare Foket, Dejaegere, Neto, Van der Bruggen, Saief (46' Soumahoro) Depoitre, Raman (70' Simon)    | 64' Neto 70' Simon                              |
| 1/2 finales                                                    |                                       |                     |                                               | |                                                 |
| 4 februari 2015 20:45 Ghelamco Arena Gent                      | KAA Gent                              | 0-2                 | RSC Anderlecht                                | Sels Nielsen, Gershon, Asare Foket (66' Milićević), Dejaegere, Neto, Van der Bruggen (66' Kums), Saief (46' Soumahoro) Depoitre, Simon   | 50' Van der Bruggen                             |
| 4 februari 2015 20:45 Ghelamco Arena Gent                      |                                       | 0-1 0-2             | 33' Najar 56' Vanden Borre                    | Sels Nielsen, Gershon, Asare Foket (66' Milićević), Dejaegere, Neto, Van der Bruggen (66' Kums), Saief (46' Soumahoro) Depoitre, Simon   | 50' Van der Bruggen                             |
| 11 februari 2015 20:45 Constant Vanden Stockstadion Anderlecht | RSC Anderlecht                        | 3-0                 | KAA Gent                                      | Sels Rafinha, Gershon, Asare Milićević, Dejaegere (49' Foket), Neto, Kums (61' Poletanović), Hajradinović Depoitre (46' Pedersen), Simon | 55' Sels                                        |
| 11 februari 2015 20:45 Constant Vanden Stockstadion Anderlecht | Defour 11' Mitrovic 14' Tielemans 57' | 1-0 2-0 3-0         |                                               | Sels Rafinha, Gershon, Asare Milićević, Dejaegere (49' Foket), Neto, Kums (61' Poletanović), Hajradinović Depoitre (46' Pedersen), Simon | 55' Sels                                        |